# Zeppezauerhaus
Das Zeppezauerhaus ist eine Schutzhütte der Sektion Salzburg des Österreichischen Alpenvereins in 1663 m ü. A. Höhe knapp unterhalb des Geierecks auf der Nordseite des Untersbergs. Es befindet sich in den Berchtesgadener Alpen im Salzburger Land hoch über der Landeshauptstadt Salzburg und nur wenige Meter von der Grenze zum Berchtesgadener Land entfernt. 
Aufgrund der leichten Erreichbarkeit durch die Untersbergseilbahn ist das Schutzhaus ein beliebtes Ausflugsziel von Tagesgästen, die hier einkehren und den Blick auf Salzburg genießen können. Außerdem ist das Zeppezauerhaus ein guter Stützpunkt für Bergsteiger, die trotz Seilbahn vom Tal aufsteigen und von hier aus zahlreiche Touren über den gesamten Untersberg unternehmen können sowie für Weitwanderer am Rupertiweg. Auch für Kletterer und Höhlenforscher bietet die Umgebung beste Voraussetzungen.
Im Winter kann man über den Reitsteig im Sinne einer Skitour aufsteigen, jedoch ist die Lawinengefahr zu beachten.

## Geschichte
Bereits 1872 plante die Sektion Salzburg des ÖAV auf dem Untersberg eine Schutzhütte zu errichten. Als nach dem Bau des Dopplersteiges, der Erschließung der Kolowratshöhle und der Gamslöcher der Touristenstrom enorm zunahm, wurde 1874 die obere Rosittenalm und die Firmianalm dazu gepachtet. 1883 wurde das Untersberghaus in nur drei Monaten erbaut und am 31. Juli 1883 feierlich eröffnet. Ein Zimmer diente dem Grundbesitzer als Jagdstube. 1899 wurde die Hütte erweitert und ein Stock aufgebaut. Am 17. Oktober 1912 verursachte ein schadhaft gewordener Ofen ein Feuer – das Schutzhaus auf dem Untersberg brannte dabei vollständig ab.
1914 wurde ein größeres, nach Moritz Zeppezauer, Vorsitzender der Sektion Salzburg des ÖAV, benanntes Schutzhaus errichtet und, mit Rücksicht auf die gegenwärtigen Verhältnisse, ohne alle Eröffnungsfeierlichkeiten dem Verkehr übergeben. In den Jahren 1930/1931 erfolgte der Dachbodenausbau.
In den letzten Jahren erhielt das Zeppezauerhaus Anlagen zur lokalen Energiegewinnung und Abwasserentsorgung. Zugleich wurden moderne Sanitäranlagen errichtet und die ganze Hütte saniert.
Im August 2024 wurde das Projekt für einen qualitätssteigernden Anbau vorgestellt. Geforderte Umkleiden und Sanitärräume für Mitarbeiter, ein Trockenraum für Bekleidung und Ausrüstung und neu geschlechtergetrennte Waschräume für Gäste. Samt dafür nötigem Entfernen eines Felsbuckels neben dem bisherigen Haus kalkuliert man mit 500.000 € Kosten. Aktuell läuft die Unterschriftensammlung zu einer Petition der alpinen Vereine Österreichs an die (zukünftige) Bundesregierung um mehr Förderung für Schutzhäuser und für die Wegeerhaltung.
Bei Auflösung des Pachtvertrags stellt der Salzburger Alpenverein mit Ende Oktober 2026 den Hüttenbetrieb ein, da das Haus längst nicht mehr den Status einer klassischen Schutzhütte habe.

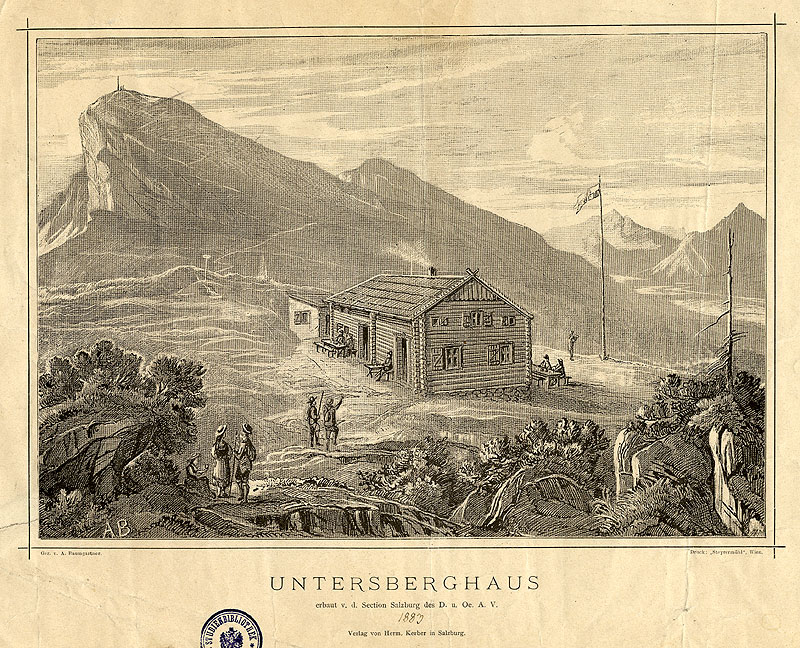
Untersberghaus, 1883
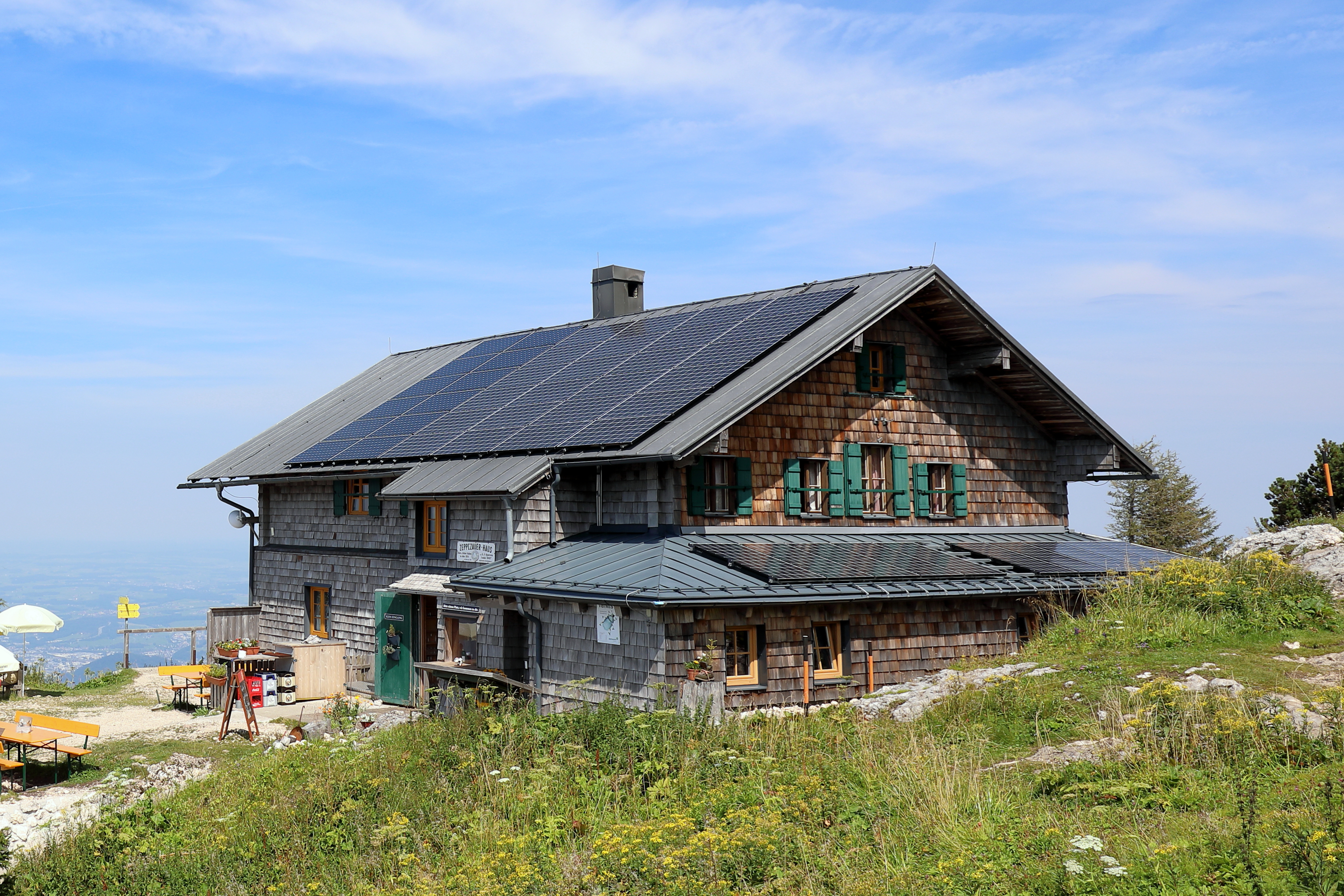
Südwestansicht des Zeppezauerhauses
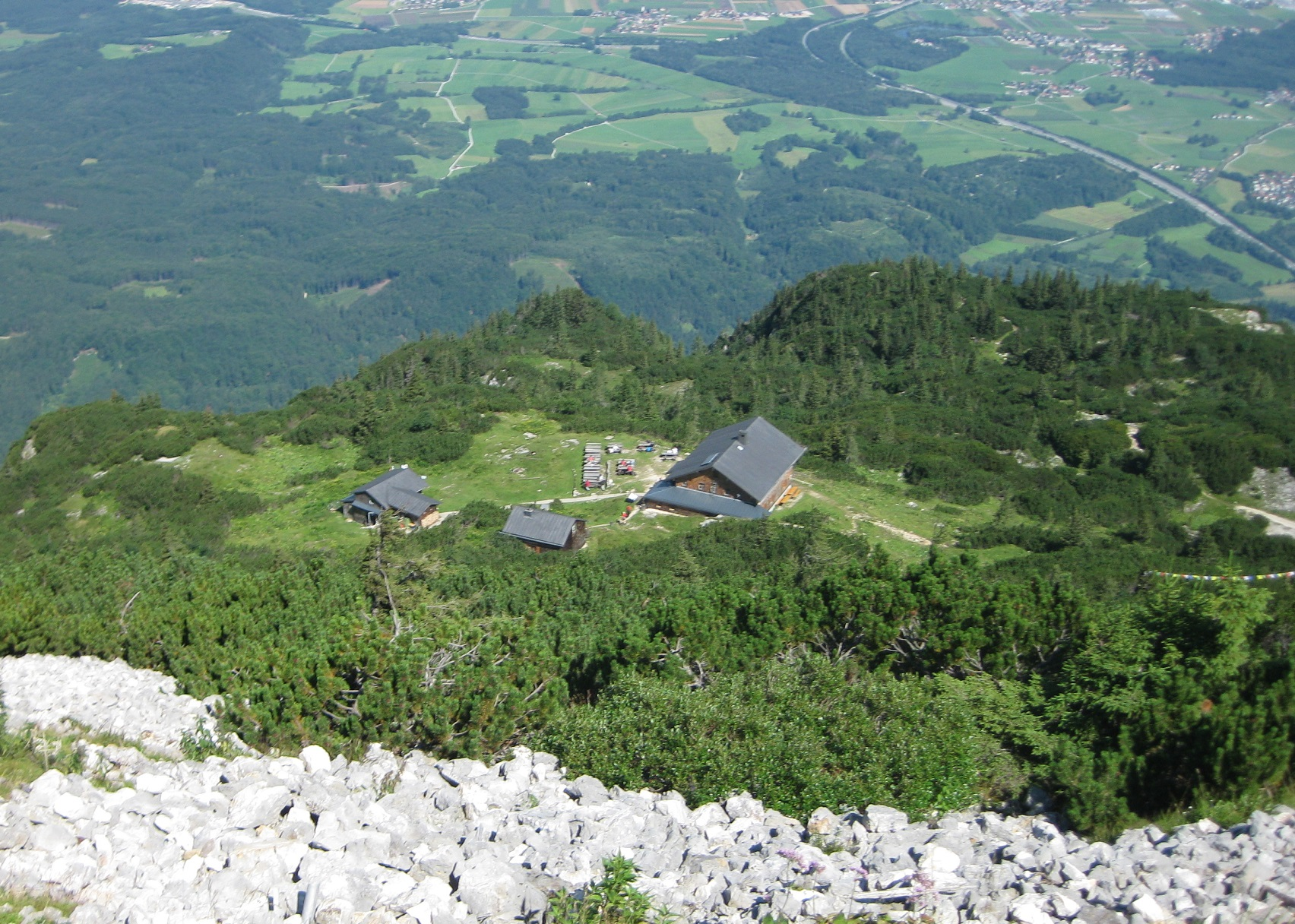
Zeppezauerhaus von der Bergstation der Untersbergbahn
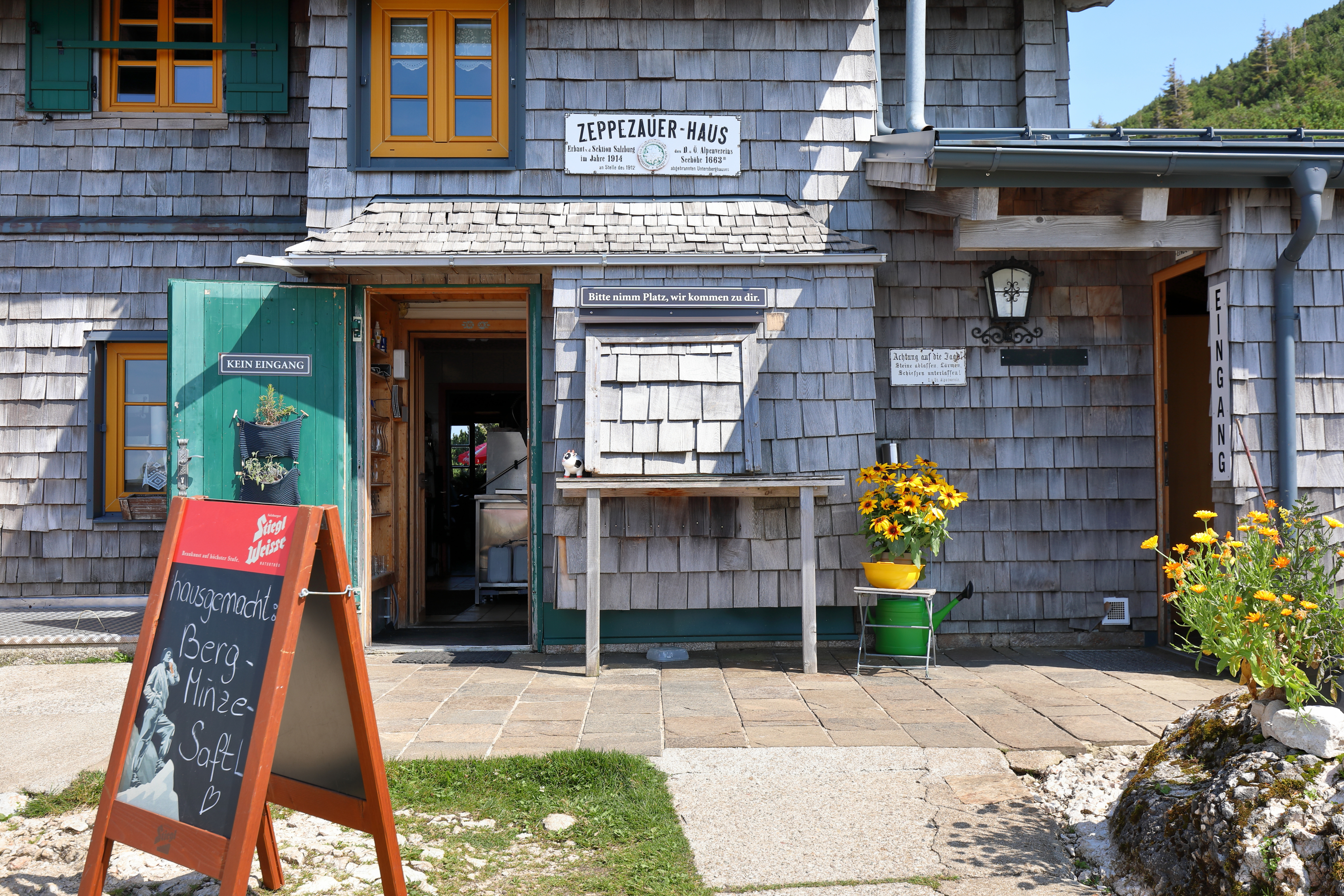
Eingangsbereich mit Hüttenschild

## Zugänge
- Von Glanegg (500 m, Parkplatz Rositten) bei Grödig über den Reitsteig, leicht, Gehzeit: 2,5 Stunden
- Von Glanegg (500 m, Parkplatz Rositten) bei Grödig über den Dopplersteig, mittel, Gehzeit: 2,5 Stunden
- Vom Geiereck (1800 m, Untersbergseilbahn) kurzer Abstieg, leicht, Gehzeit: 10 Minuten

## Übergänge
- Toni-Lenz-Hütte (1450 m) über den Schellenbergersattel, mittel, Gehzeit: 2 Stunden
- Toni-Lenz-Hütte (1450 m) über Salzburger Hochthron und Thomas-Eder-Steig, mittel, Gehzeit: 2,5 Stunden
- Stöhrhaus (1895 m) über den Salzburger Hochthron und das Plateau, mittel, Gehzeit: 3,5 Stunden

## Gipfelbesteigungen
- Salzburger Hochthron (1853 m) über Geiereck, leicht, Gehzeit: 30 Minuten
- Berchtesgadener Hochthron (1972 m) über Salzburger Hochthron und Plateau, Gehzeit: 3,5 Stunden